# Bonneau Beach
 (avril 2025).
Bonneau Beach est une census-designated place située dans le comté de Berkeley, dans l’État de Caroline du Sud, aux États-Unis. Lors du recensement de 2020, elle comptait 1 982 habitants.